# Microgynella
Microgynella é um género botânico pertencente à família Asteraceae.